# Ruud Janssen (Maler)

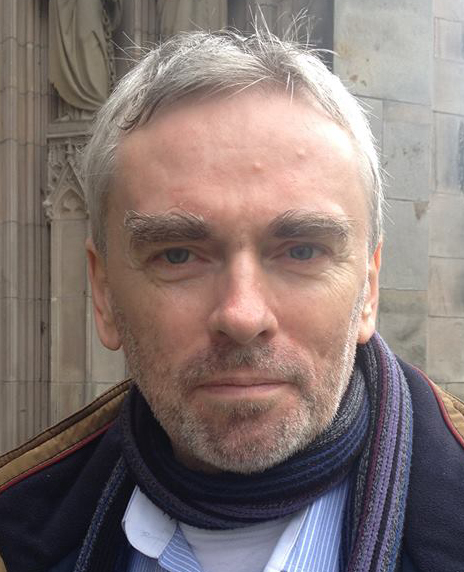
Ruud Janssen

Ruud Janssen (* 29. Juli 1959 in Tilburg) ist ein niederländischer Maler.

## Leben
Janssen studierte Physik und Mathematik. Er ist Lehrer, Künstler, Autor, Herausgeber und beschäftigt sich seit den 1980er-Jahren mit der Mail Art und Fluxus-Aktivitäten. Er organisierte viele internationale Mail Art-Projekte, gab und gibt diverse Artikel und Magazine heraus (TAM-Bulletins, Statements, Geheime Gedanken zur Mail Art, das IUOMA-Magazin), außerdem Booklets zu seinen TAM-Publikationen.
1983 wurde er Kurator der größten Sammlung internationaler Gummistempel, die auch international großes Ansehen genießt. Im gleichen Jahr gründete er das TAM-Stempel-Archive und gehörte 1985 zu den Gründern der International Union of Mail-Artists (IUOMA).
Eines der wichtigsten Mail-Art Projekte, die Janssen ausgeführt hat, ist das Mail Interview Project (von 1994 bis 2001). Mit verschiedenen Kommunikationsformen wurden weltweit simultan mehrere Interviews geführt. Interviewt wurden dabei Fluxus-Künstler wie Dick Higgins, Ken Friedman und mehrere aktive Mail-Art Künstler wie Klaus Groh, Ray Johnson, Jürgen O. Olbrich, Guy Bleus, Ruggero Maggi und Anna Banana. Die Interviews sind als Hardcopy herausgegeben, aber auch auf mehreren Internetseiten veröffentlicht. 1996 startete er seine Anthologie im Internet, die er regelmäßig erweitert.
Seit 2001 konzentriert er sich mehr auf die Malerei mit Acrylfarben auf Papier, Leinwand, CDs und Umschlägen.
Zusammen mit Litsa Spathi gründete er „Fluxus Heidelberg“ und macht unter diesem Namen auch Performances. Seit 2003 arbeiten Litsa Spathi und Ruud Janssen zusammen im Fluxus Heidelberg Center.